# Schönburg (Saale)
Schönburg település Németországban, azon belül Szász-Anhalt tartományban. Lakosainak száma 1029 fő (2023. december 31.). Schönburg Teuchern, Goseck és Weißenfels községekkel határos.

## Népesség
A település népességének változása:
| Lakosok száma | 1040 | 1046 | 1050 | 1070 | 1029 |
|               | 2017 | 2019 | 2021 | 2022 | 2023 |